# Ван Ховарт, Сирил
Сирил ван Ховарт (нидерл. Cyrille Van Hauwaert; 16 декабря 1883, Морследе, Бельгия — 15 февраля 1974,  коммуна Ассе, провинция Фламандский Брабант, Бельгия) — бельгийский профессиональный шоссейный и трековый велогонщик в 1907—1915 годах. Чемпион Бельгии в групповой гонке (1909). Победитель однодневных велогонок:  Бордо — Париж (1907, 1909), Милан — Сан-Ремо (1908), Париж — Рубе (1908).

## Достижения
1907
1-й Бордо — Париж
2-й Париж — Рубе
4-й Париж — Брюссель
1908
1-й Милан — Сан-Ремо
1-й Париж — Рубе
2-й Бордо — Париж
2-й Париж — Брюссель
2-й Чемпионат Бельгии — Групповая гонка
1909
1-й  Чемпион Бельгии — Групповая гонка
1-й Бордо — Париж
3-й Тур Бельгии — Генеральная классификация
1-й — Этапы 2 и 4
4-й Париж — Рубе
4-й Милан — Сан-Ремо
5-й Тур де Франс — Генеральная классификация
1-й — Этап 1
 Лидер в генеральной классификации после Этапа 1
6-й Джиро ди Ломбардия
1910
2-й Париж — Рубе
3-й Париж — Брюссель
4-й Тур де Франс — Генеральная классификация
1911
2-й Париж — Тур
3-й Париж — Рубе
3-й Чемпионат Бельгии — Групповая гонка
3-й Джиро ди Ломбардия
1912
2-й Шесть дней Брюсселя (трек)
10-й Париж — Брюссель
1913
2-й Париж — Брюссель
2-й Бордо — Париж
1914
1-й Шесть дней Брюсселя (трек)
6-й Париж — Рубе
1915
1-й Шесть дней Брюсселя (трек)

## Статистика выступлений

### Гранд-туры
| Гранд-тур      | 1907 | 1908 | 1909 | 1910 |
| -------------- | ---- | ---- | ---- | ---- |
| Джиро д’Италия | НП   | НП   | —    | —    |
| Тур де Франс   | НФ   | НФ   | 5    | 4    |

| —  | Не участвовал               |
| НП | Соревнование не проводилось |
| НФ | Не финишировал              |